# Final de la Liga Europa de la UEFA 2011-12

## Camino a la final

### Atlético de Madrid
| Fecha                                                                                | Fase                                           | Estadio                                 | Local             | Resultado | Visitante         |
| ------------------------------------------------------------------------------------ | ---------------------------------------------- | --------------------------------------- | ----------------- | --------- | ----------------- |
| 16 de julio de 2011                                                                  | Liga Europea de la UEFA 2011-12 Tercera ronda  | Estadio Vicente Calderón, Madrid        | Atlético          | 2 - 1     | Strømsgodset IF   |
| 28 de julio de 2011                                                                  | Liga Europea de la UEFA 2011-12 Tercera ronda  | Marienlyst Stadion, Drammen             | Strømsgodset IF   | 0 - 2     | Atlético          |
| Atlético de Madrid clasificó a la siguiente ronda tras ganar por un global de 4-1.   |                                                |                                         |                   |           |                   |
| 18 de agosto de 2011                                                                 | Liga Europea de la UEFA 2011-12 Play-off       | Estadio Vicente Calderón, Madrid        | Atlético          | 2 - 0     | Vitória Guimarães |
| 25 de agosto de 2011                                                                 | Liga Europea de la UEFA 2011-12 Play-off       | Estadio Dom Afonso Henriques, Guimarães | Vitória Guimarães | 0 - 4     | Atlético          |
| Atlético de Madrid clasificó a la fase final tras ganar por un global de 6-0.        |                                                |                                         |                   |           |                   |
| 15 de septiembre de 2011                                                             | Liga Europea de la UEFA 2011-12 Fase de grupos | Estadio Vicente Calderón, Madrid        | Atlético          | 2 - 0     | Celtic            |
| 29 de septiembre de 2011                                                             | Liga Europea de la UEFA 2011-12 Fase de grupos | Stade de la Route de Lorient, Rennes    | Stade Rennais     | 1 - 1     | Atlético          |
| 20 de octubre de 2011                                                                | Liga Europea de la UEFA 2011-12 Fase de grupos | Estadio Friuli, Údine                   | Udinese           | 2 - 0     | Atlético          |
| 3 de noviembre de 2011                                                               | Liga Europea de la UEFA 2011-12 Fase de grupos | Estadio Vicente Calderón, Madrid        | Atlético          | 4 - 0     | Udinese           |
| 30 de noviembre de 2011                                                              | Liga Europea de la UEFA 2011-12 Fase de grupos | Celtic Park, Glasgow                    | Celtic            | 0 - 1     | Atlético          |
| 15 de diciembre de 2011                                                              | Liga Europea de la UEFA 2011-12 Fase de grupos | Estadio Vicente Calderón, Madrid        | Atlético          | 3 - 1     | Stade Rennais     |
| Atlético de Madrid clasificó a la siguiente ronda tras quedar primero con 13 puntos. |                                                |                                         |                   |           |                   |
| 16 de febrero de 2012                                                                | Liga Europea de la UEFA 2011-12 Dieciseisavos  | Estadio Olímpico de Roma, Roma          | SS Lazio          | 1 - 3     | Atlético          |
| 23 de febrero de 2012                                                                | Liga Europea de la UEFA 2011-12 Dieciseisavos  | Estadio Vicente Calderón, Madrid        | Atlético          | 1 - 0     | SS Lazio          |
| Atlético de Madrid clasificó a la siguiente ronda tras ganar por un global de 4-1.   |                                                |                                         |                   |           |                   |
| 8 de marzo de 2012                                                                   | Liga Europea de la UEFA 2011-12 Octavos        | Estadio Vicente Calderón, Madrid        | Atlético          | 3 - 1     | Beşiktaş          |
| 15 de marzo de 2012                                                                  | Liga Europea de la UEFA 2011-12 Octavos        | Estadio BJK Inönü, Estambul             | Beşiktaş          | 0 - 3     | Atlético          |
| Atlético de Madrid clasificó a la siguiente ronda tras ganar por un global de 6-1.   |                                                |                                         |                   |           |                   |
| 29 de marzo de 2012                                                                  | Liga Europea de la UEFA 2011-12 Cuartos        | Estadio Vicente Calderón, Madrid        | Atlético          | 2 - 1     | Hannover 96       |
| 5 de abril de 2012                                                                   | Liga Europea de la UEFA 2011-12 Cuartos        | HDI-Arena, Hannover                     | Hannover 96       | 1 - 2     | Atlético          |
| Atlético de Madrid clasificó a la siguiente ronda tras ganar por un global de 4-2.   |                                                |                                         |                   |           |                   |
| 19 de abril de 2012                                                                  | Liga Europea de la UEFA 2011-12 Semifinales    | Estadio Vicente Calderón, Madrid        | Atlético          | 4 - 2     | Valencia          |
| 26 de abril de 2012                                                                  | Liga Europea de la UEFA 2011-12 Semifinales    | Estadio de Mestalla, Valencia           | Valencia          | 0 - 1     | Atlético          |
| Atlético de Madrid clasificó a la final tras ganar por un global de 5-2.             |                                                |                                         |                   |           |                   |

### Athletic Club
| Fecha | Fase                                          | Estadio                         | Local               | Resultado | Visitante           |
| --- | --------------------------------------------- | ------------------------------- | ------------------- | --------- | ------------------- |
| 18 de agosto de 2011 | Liga Europea de la UEFA 2011-12 Play-off      | San Mamés, Bilbao               | Athletic Club       | 0 - 0     | Trabzonspor         |
| 25 de agosto de 2011 | Liga Europea de la UEFA 2011-12 Play-off      | No se jugó                      | Trabzonspor         | Cancelado | Athletic Club       |
| Debido a un escándalo de amaño de partidos en la liga turca, se decidió reemplazar al original rival del Athletic Club, Fenerbahçe, por el Trabzonspor, pero solo se llegó a jugar el partido de ida, ya que la vuelta fue suspendida, y el Athletic Club clasificó a la fase final. |                                               |                                 |                     |           |                     |
| 15 de septiembre de 2011 | Liga Europea de la UEFA 2011-12 Grupo F       | Estadio Pasienky, Bratislava    | Slovan Bratislava   | 1 - 2     | Athletic Club       |
| 29 de septiembre de 2011 | Liga Europea de la UEFA 2011-12 Grupo F       | San Mamés, Bilbao               | Athletic Club       | 2 - 0     | París Saint-Germain |
| 20 de octubre de 2011 | Liga Europea de la UEFA 2011-12 Grupo F       | San Mamés, Bilbao               | Athletic Club       | 2 - 2     | Red Bull Salzburgo  |
| 3 de noviembre de 2011 | Liga Europea de la UEFA 2011-12 Grupo F       | Stadion Salzburg                | Red Bull Salzburgo  | 0 - 1     | Athletic Club       |
| 1 de diciembre de 2011 | Liga Europea de la UEFA 2011-12 Grupo F       | San Mamés, Bilbao               | Athletic Club       | 2 - 0     | Slovan Bratislava   |
| 14 de diciembre de 2011 | Liga Europea de la UEFA 2011-12 Grupo F       | Parque de los Príncipes, París  | París Saint-Germain | 4 - 2     | Athletic Club       |
| Athletic Club clasificó a la siguiente ronda tras quedar como primera con 13 puntos. |                                               |                                 |                     |           |                     |
| 16 de febrero de 2012 | Liga Europea de la UEFA 2011-12 Dieciseisavos | RZD Arena, Moscú                | FC Lokomotiv Moscú  | 2 - 1     | Athletic Club       |
| 23 de febrero de 2012 | Liga Europea de la UEFA 2011-12 Dieciseisavos | San Mamés, Bilbao               | Athletic Club       | 1 - 0     | FC Lokomotiv Moscú  |
| Athletic Club clasificó a la siguiente ronda tras empatar el global por 2-2 y pasar por la Regla del gol de visitante. |                                               |                                 |                     |           |                     |
| 8 de marzo de 2012 | Liga Europea de la UEFA 2011-12 Octavos       | Old Trafford, Mánchester        | Manchester United   | 2 - 3     | Athletic Club       |
| 15 de marzo de 2012 | Liga Europea de la UEFA 2011-12 Octavos       | San Mamés, Bilbao               | Athletic Club       | 2 - 1     | Manchester United   |
| Athletic Club clasificó a la siguiente ronda tras ganar por un global de 5-3. |                                               |                                 |                     |           |                     |
| 29 de marzo de 2012 | Liga Europea de la UEFA 2011-12 Cuartos       | Arena AufSchalke, Gelsenkirchen | Schalke 04          | 2 - 4     | Athletic Club       |
| 5 de abril de 2012 | Liga Europea de la UEFA 2011-12 Cuartos       | San Mamés, Bilbao               | Athletic Club       | 2 - 2     | Schalke 04          |
| Athletic Club se clasificó a la siguiente ronda tras ganar por un global de 6-4. |                                               |                                 |                     |           |                     |
| 19 de abril de 2012 | Liga Europea de la UEFA 2011-12 Semifinales   | Estadio José Alvalade, Lisboa   | Sporting Lisboa     | 2 - 1     | Athletic Club       |
| 26 de abril de 2012 | Liga Europea de la UEFA 2011-12 Semifinales   | San Mamés, Bilbao               | Athletic Club       | 3 - 1     | Sporting Lisboa     |
| Athletic Club se clasificó a la final tras ganar por un global de 4-3. |                                               |                                 |                     |           |                     |

## Ficha
| 13    | POR   | Thibaut Courtois    |     |
| 20    | DEF   | Juanfran            |     |
| 2     | DEF   | Diego Godín         |     |
| 23    | DEF   | João Miranda        |     |
| 6     | DEF   | Filipe Luís         |     |
| 4     | MED   | Mario Suárez        |     |
| 14    | MED   | Gabi                |     |
| 22    | MED   | Diego Ribas         | 90' |
| 7     | MED   | Adrián López        | 88' |
| 11    | MED   | Arda Turan          | 93' |
| 9     | DEL   | Radamel Falcao      |     |
| D. T. | D. T. | Diego Pablo Simeone |     |

| 1     | POR   | Gorka Iraizoz       |     |
| 15    | DEF   | Andoni Iraola       |     |
| 24    | DEF   | Javi Martínez       |     |
| 5     | DEF   | Fernando Amorebieta |     |
| 3     | DEF   | Jon Aurtenetxe      | 46' |
| 21    | MED   | Ander Herrera       | 63' |
| 8     | MED   | Ander Iturraspe     | 46' |
| 10    | MED   | Óscar de Marcos     |     |
| 14    | DEL   | Markel Susaeta      |     |
| 9     | DEL   | Fernando Llorente   |     |
| 19    | DEL   | Iker Muniain        |     |
| D. T. | D. T. | Marcelo Bielsa      |     |

| 8  | Centrocampista | Eduardo Salvio    | 88' |
| 19 | Centrocampista | Koke Resurrección | 90' |
| 18 | Defensa        | Álvaro Domínguez  | 93' |

| 12 | Centrocampista | Iñigo Pérez    | 46' |
| 28 | Delantero      | Ibai Gómez     | 46' |
| 2  | Delantero      | Gaizka Toquero | 63' |

| 07' · 34' · 85' | Radamel Falcao Diego Ribas | 1:0 2:0 3:0 |

| 26' | Radamel Falcao |

| 22' · 64' · 75' · 91' | Ander Herrera Fernando Amorebieta Iñigo Pérez Markel Susaeta |

| Principal  | Wolfgang Stark     |
| Asistentes | Jan-Hendrik Salver |
|            | Mike Pickel        |
| Cuarto     | Stéphane Lannoy    |

| Áreas | Florian Meyer |
|       | Deniz Aytekin |

|                    |    |    |
| Tiros              | 15 | 16 |
| Tiros a puerta     | 6  | 3  |
| Faltas             | 25 | 14 |
| Saques de esquina  | 3  | 8  |
| Fueras de juego    | 2  | 3  |
| Posesión del balón | 41 | 59 |

| Alineación inicial |

| 13    | POR   | Thibaut Courtois    |     |
| 20    | DEF   | Juanfran            |     |
| 2     | DEF   | Diego Godín         |     |
| 23    | DEF   | João Miranda        |     |
| 6     | DEF   | Filipe Luís         |     |
| 4     | MED   | Mario Suárez        |     |
| 14    | MED   | Gabi                |     |
| 22    | MED   | Diego Ribas         | 90' |
| 7     | MED   | Adrián López        | 88' |
| 11    | MED   | Arda Turan          | 93' |
| 9     | DEL   | Radamel Falcao      |     |
| D. T. | D. T. | Diego Pablo Simeone |     |

| 1     | POR   | Gorka Iraizoz       |     |
| 15    | DEF   | Andoni Iraola       |     |
| 24    | DEF   | Javi Martínez       |     |
| 5     | DEF   | Fernando Amorebieta |     |
| 3     | DEF   | Jon Aurtenetxe      | 46' |
| 21    | MED   | Ander Herrera       | 63' |
| 8     | MED   | Ander Iturraspe     | 46' |
| 10    | MED   | Óscar de Marcos     |     |
| 14    | DEL   | Markel Susaeta      |     |
| 9     | DEL   | Fernando Llorente   |     |
| 19    | DEL   | Iker Muniain        |     |
| D. T. | D. T. | Marcelo Bielsa      |     |

| 8  | Centrocampista | Eduardo Salvio    | 88' |
| 19 | Centrocampista | Koke Resurrección | 90' |
| 18 | Defensa        | Álvaro Domínguez  | 93' |

| 12 | Centrocampista | Iñigo Pérez    | 46' |
| 28 | Delantero      | Ibai Gómez     | 46' |
| 2  | Delantero      | Gaizka Toquero | 63' |

| 07' · 34' · 85' | Radamel Falcao Diego Ribas | 1:0 2:0 3:0 |

| 26' | Radamel Falcao |

| 22' · 64' · 75' · 91' | Ander Herrera Fernando Amorebieta Iñigo Pérez Markel Susaeta |

| Principal  | Wolfgang Stark     |
| Asistentes | Jan-Hendrik Salver |
|            | Mike Pickel        |
| Cuarto     | Stéphane Lannoy    |

| Áreas | Florian Meyer |
|       | Deniz Aytekin |

|                    |    |    |
| Tiros              | 15 | 16 |
| Tiros a puerta     | 6  | 3  |
| Faltas             | 25 | 14 |
| Saques de esquina  | 3  | 8  |
| Fueras de juego    | 2  | 3  |
| Posesión del balón | 41 | 59 |

| Alineación inicial |

| 13    | POR   | Thibaut Courtois    |     |
| 20    | DEF   | Juanfran            |     |
| 2     | DEF   | Diego Godín         |     |
| 23    | DEF   | João Miranda        |     |
| 6     | DEF   | Filipe Luís         |     |
| 4     | MED   | Mario Suárez        |     |
| 14    | MED   | Gabi                |     |
| 22    | MED   | Diego Ribas         | 90' |
| 7     | MED   | Adrián López        | 88' |
| 11    | MED   | Arda Turan          | 93' |
| 9     | DEL   | Radamel Falcao      |     |
| D. T. | D. T. | Diego Pablo Simeone |     |

| 1     | POR   | Gorka Iraizoz       |     |
| 15    | DEF   | Andoni Iraola       |     |
| 24    | DEF   | Javi Martínez       |     |
| 5     | DEF   | Fernando Amorebieta |     |
| 3     | DEF   | Jon Aurtenetxe      | 46' |
| 21    | MED   | Ander Herrera       | 63' |
| 8     | MED   | Ander Iturraspe     | 46' |
| 10    | MED   | Óscar de Marcos     |     |
| 14    | DEL   | Markel Susaeta      |     |
| 9     | DEL   | Fernando Llorente   |     |
| 19    | DEL   | Iker Muniain        |     |
| D. T. | D. T. | Marcelo Bielsa      |     |

| 8  | Centrocampista | Eduardo Salvio    | 88' |
| 19 | Centrocampista | Koke Resurrección | 90' |
| 18 | Defensa        | Álvaro Domínguez  | 93' |

| 12 | Centrocampista | Iñigo Pérez    | 46' |
| 28 | Delantero      | Ibai Gómez     | 46' |
| 2  | Delantero      | Gaizka Toquero | 63' |

| 07' · 34' · 85' | Radamel Falcao Diego Ribas | 1:0 2:0 3:0 |

| 26' | Radamel Falcao |

| 22' · 64' · 75' · 91' | Ander Herrera Fernando Amorebieta Iñigo Pérez Markel Susaeta |

| Principal  | Wolfgang Stark     |
| Asistentes | Jan-Hendrik Salver |
|            | Mike Pickel        |
| Cuarto     | Stéphane Lannoy    |

| Áreas | Florian Meyer |
|       | Deniz Aytekin |

|                    |    |    |
| Tiros              | 15 | 16 |
| Tiros a puerta     | 6  | 3  |
| Faltas             | 25 | 14 |
| Saques de esquina  | 3  | 8  |
| Fueras de juego    | 2  | 3  |
| Posesión del balón | 41 | 59 |

| Alineación inicial |

| 13    | POR   | Thibaut Courtois    |     |
| 20    | DEF   | Juanfran            |     |
| 2     | DEF   | Diego Godín         |     |
| 23    | DEF   | João Miranda        |     |
| 6     | DEF   | Filipe Luís         |     |
| 4     | MED   | Mario Suárez        |     |
| 14    | MED   | Gabi                |     |
| 22    | MED   | Diego Ribas         | 90' |
| 7     | MED   | Adrián López        | 88' |
| 11    | MED   | Arda Turan          | 93' |
| 9     | DEL   | Radamel Falcao      |     |
| D. T. | D. T. | Diego Pablo Simeone |     |

| 1     | POR   | Gorka Iraizoz       |     |
| 15    | DEF   | Andoni Iraola       |     |
| 24    | DEF   | Javi Martínez       |     |
| 5     | DEF   | Fernando Amorebieta |     |
| 3     | DEF   | Jon Aurtenetxe      | 46' |
| 21    | MED   | Ander Herrera       | 63' |
| 8     | MED   | Ander Iturraspe     | 46' |
| 10    | MED   | Óscar de Marcos     |     |
| 14    | DEL   | Markel Susaeta      |     |
| 9     | DEL   | Fernando Llorente   |     |
| 19    | DEL   | Iker Muniain        |     |
| D. T. | D. T. | Marcelo Bielsa      |     |

| 8  | Centrocampista | Eduardo Salvio    | 88' |
| 19 | Centrocampista | Koke Resurrección | 90' |
| 18 | Defensa        | Álvaro Domínguez  | 93' |

| 12 | Centrocampista | Iñigo Pérez    | 46' |
| 28 | Delantero      | Ibai Gómez     | 46' |
| 2  | Delantero      | Gaizka Toquero | 63' |

| 07' · 34' · 85' | Radamel Falcao Diego Ribas | 1:0 2:0 3:0 |

| 26' | Radamel Falcao |

| 22' · 64' · 75' · 91' | Ander Herrera Fernando Amorebieta Iñigo Pérez Markel Susaeta |

| Principal  | Wolfgang Stark     |
| Asistentes | Jan-Hendrik Salver |
|            | Mike Pickel        |
| Cuarto     | Stéphane Lannoy    |

| Áreas | Florian Meyer |
|       | Deniz Aytekin |

|                    |    |    |
| Tiros              | 15 | 16 |
| Tiros a puerta     | 6  | 3  |
| Faltas             | 25 | 14 |
| Saques de esquina  | 3  | 8  |
| Fueras de juego    | 2  | 3  |
| Posesión del balón | 41 | 59 |

| Alineación inicial |

|                                       |
| Bandera de España                     |
| Campeón Atlético de Madrid 2.º título |

- Datos: Q927199